# Terna Suswam
Terna Peter Suswam (Konshisha, 5 settembre 1991) è un calciatore nigeriano, difensore dei Lobi Stars.

## Carriera

### Club
Ha iniziato la carriera nelle giovanili del SEC Abuja. Nel 2007 ha firmato un contratto professionistico con il Wikki Tourists, facendo il suo debutto nella Nigeria Premier League. Nel 2009 è stato ceduto ai Lobi Stars.

### Nazionale
Il CT della nazionale nigeriana Lars Lagerbäck lo ha inserito nella lista dei preconvocati per i Mondiali del 2010, premiandolo per il suo contributo nella vittoria della WAFU Cup 2010 con la nazionale B, anche se alla fine non è stato inserito nella rosa finale. Ha esordito con la maglia delle Super Aquile il 25 maggio 2010, nell'amichevole contro l'Arabia Saudita (0-0).